# Kuno Beller
E. Kuno Beller (* 1919 in Wien; † September 2010) war ein deutscher Entwicklungspsychologe, Pädagoge und Hochschullehrer.

## Leben
Beller wuchs in Wien auf, floh jedoch nach dem Anschluss Österreichs in die Schweiz und von dort aus gemeinsam mit seiner Familie in die USA. Dort studierte er Psychologie an der University of Iowa. Das Studium schloss er 1948 mit dem Ph.D. ab, den er mit einer Dissertation zum Thema Dependency and Dependency Conflict erwarb. Im Anschluss lehrte er bis 1952 Psychologie an der Indiana University Bloomington, Indiana und war Leiter der Kinderklinik der Universität. Von 1952 bis 1963 war Beller Forschungsdirektor und Leiter der psychologischen Abteilung im Child Development Center in New York City. Von 1963 bis 1980 war Beller Professor für Psychologie an der Temple University Philadelphia. Dort entwickelte er u. a. die Developmental Charts/Entwicklungstabellen. Er war zudem Leiter des Laboratoriums für entwicklungspsychologische Forschung (1965–1980) sowie der Abteilung für Entwicklungspsychologie (1966–1973). Im Jahr 1975 begann Beller eine Lehrtätigkeit an der FU Berlin. Dort wurde er 1978 zum Inhaber des neu eingerichteten Lehrstuhls für Kleinkindpädagogik berufen und war damit der zu diesem Zeitpunkt deutschlandweit einzige Inhaber eines solchen Lehrstuhls. Er baute das Institut für Kleinkindpädagogik auf, das er bis zu seiner Emeritierung 1993 leitete. Beller war maßgeblich an der Entwicklung des sogenannten Berliner Modells der Kleinkindpädagogik beteiligt, das die Entwicklung von Kindern in Kinderkrippen und Tagespflege individualisiert und bedarfsbezogen gestaltet soll. Auch nach seiner Emeritierung war Beller an verschiedenen Forschungsprojekten auf dem Gebiet der Kleinkindpädagogik beteiligt.

## Schriften (Auswahl)
- (Hrsg.): Forschung in den Erziehungswissenschaften, Deutscher Studienverlag, Weinheim 1989, ISBN 978-3-89271-118-6.
- Berlin und pädagogische Reformen. Brennpunkte der individuellen und historischen Entwicklung, Colloquium-Verlag, Berlin 1992, ISBN 978-3-7678-0792-1.
- mit Simone Beller: Kuno Bellers Entwicklungstabelle, 5. Aufl., Freie Universität Berlin, Berlin 2005.